# Държавно стопанско обединение
ДСО пренасочва насам.  За спортните дружества вижте Доброволна спортна организация.
Държавното стопанско обединение (съкратено ДСО) е крупна стопанска организация в Народна република България, обикновено в промишлеността.

## Характеристика
Представлява аналог на корпоративна група. В другите социалистически страни в Европа през този период (от 1970-те до края на 1980-те години) също са създавани подобни организации, наричани обединения, концерни или другояче. Сред основните предимства на уедрената организация са по-висока ценова конкурентоспособност (голямата серийност намалява производствените разходи), разширени възможности за провеждане на активна научно-приложна и развойна дейност и за експанзия в чужбина.
Такива обединения са създадени с цел да се подобри ефективността на предприятията от промишлеността, като се централизира управлението на цели промишлени подотрасли. Те са междинен слой в държавното управление на промишлеността между отрасловите министерства и стопанските субекти. Всяко ДСО е подчинено на съответното министерство и ръководи стопански комбинати (състоящи се от съставни предприятия), отделни предприятия (заводи, фабрики и др.), научно-приложни и развойни организации (научноизследователски институти, центрове и пр.), които запазват своята юридическа и стопанска самостоятелност.
Първите ДСО са създадени през 1963 година, като броят им значително нараства през 1960-те години. През 1970 година отново са окрупнени, като броят им е намален от 120 на 64. От 1973 година започва нова кампания по концентрация в промишлеността, като голяма част от съществуващите ДСО са обединени в национални стопански комплекси. Прилагането на Юлската концепция от 1987 година довежда до идеята за премахване на ДСО и възстановяване на самостоятелността на предприятията, но прилагането ѝ е изпреварено от срива на тоталитарния режим.
Сред най-големите такива обединения в края на 1980-те години е ДСО „Нефтохим“ в Бургас с 30 000 заети, създадено въз основа на базовия Стопански комбинат „Нефтохим“ (с около 10 000 работници и служители), наричан също Нефтохимически комбинат (НХК).
Отделни обединения съществуват до 1990 – 1991 година, когато са разделени, а предприятията в тях са преобразувани в еднолични дружества с ограничена отговорност или еднолични акционерни дружества. През този период някои ДСО са преобразувани в държавни холдингови структури. Сред тях преобразуваният и по-късно приватизиран „Булгартабак“ продължава да съществува и понастоящем.

## Обединения
- ДСО „Балканкар“ – създадено с Постановление № 26 на Министерски съвет от 27 април 1965 г. за образуване на държавни стопански обединения в машиностроенето, включва предприятията по производство на електрокари и мотокари.
- ДСО „Булгаргеомин“
- ДСО „Корабостроене и корабоплаване“
- ДСО „Металхим“

- ДСО „Електрон“ – отделено през 1975 г. от ДСО „Металхим“, обединява предприятия от радио-електронната промишленост
  - Институт за специална електроника („Електронпрогрес“);
  - слаботоков завод „Климент Ворошилов“, София
  - завод „Сигнал“, София;
  - радиозавод, Самоков (свързочна апаратура, радиоелектроника и друга специална електроника);
  - завод за радионавигационна апаратура, Варна;
  - завод за УКВ радиостанции гр. Гоце Делчев;
  - завод за ядрени прибори и дозиметри, Плевен;
  - завод да инструменти и манометри, Кърджали;
  - завод за батерии и електромери, Никопол;
  - завод за инструменти и специално производство, гр. Станке Димитров;
  - завод за радиоапаратура, Сандански;
  - завод за тренажори и апаратура, Шумен;
  - завод „Мусала“, Самоков;
  - завод за електромери, Драгоман;
  - завод за електронни съоръжения, Твърдица;
  - завод за радиоизотопна апаратура, Стара Загора.

- ДСО „ЗММ“ – обединява заводите за металорежещи машини (ЗММ) и институтите за металорежещи машини (ИММ) в градовете Златоград, Нова Загора, Пазарджик, Перник, Силистра, Сливен, София, Троян, Хасково.

- ДСО „Нефтохим“ – създадено за първи път с Постановление на МС № 32 от 28 юни 1966 г. със седалище в София. Към обединението са включени: НХК в Бургас, ДХК „Верила“ в с. Равно поле, ДНЗ „Леон Таджер“ в Русе, ДП „Нефт и газ“ в Плевен, Шабла и Чирен, ДСП „Петрол-газ“ в София, ДСП „Петрол“ в 12 града на страната, НИИ по нефтопреработка и нефтохимия в София. С постановление на № 27 от 20.XI.1970 г. се прекратява дейността на ДСО „Нефтохим“, като повечето му поделения се включват в състава на ДСО „Тежка химическа промишленост“, без клоновете на „Петрол“, които са прехвърлени на ДСО „Химснаб“.

С разпореждане на МС № 613 от 23.XII.1971 г. отново се образува ДСО „Нефтохим“ със седалище в Бургас. С него се закрива НХК в Бургас. В новото обединение влизат: Нефтопреработвателен завод, Завод за ароматни въглеводороди, Завод за органичен синтез, Завод за пластмаси, Завод за синтетичен каучук, Завод за полиакрилнитрилни влакна „БУЛАНА“, ТЕЦ, РМЗ, Транспорт, НХК в Плевен, НПЗ „Леон Таджер“ в Русе, „Нефт и газ“ в Плевен и Шабла, „Петрол-газ“ в София, 12 клона на „Петрол“, Външнотърговско предприятие „Нефтохим“, Център за научноизследователска, развойна и проектантска дейност (ЦНИРПД). Обединението, с частични промени в състава, функционира до края на 1975 г.
С разпореждане на МС № 144 от 18.XII.1975 г. ДСО „Нефтохим“ се преобразува в Стопански комбинат „Нефтохим“, с частични промени в състава. С Указ на Държавния съвет № 943 от 24.III.1986 г. се закриват стопанските министерства и на мястото на Министерството на химическата промишленост се създава СО „Химическа промишленост“. Със заповед № I-54 от 30.IV.1986 г. на СО „ХП“ се създава Комбинат „Нефтохим“, включващ: НХК-Бургас, Продуктопроводи, Завод „Хемус“ – Бургас, Завод за пластмасови изделия „Цвятко Радойнов“ – Грудово /Средец/, ХЗ „Панайот Волов“-Шумен, Завод „Пластхим“ – Тервел, ИНН, КИПП „Нефтохимпроект“.
С разпореждане на Бюрото на МС № 3 от 16.I.1987 г. на мястото на СО „Химическа промишленост“ е образувана Асоциация „Биотехнологическа и химическа промишленост“, а Комбинат „Нефтохим“ от 1.I.1987 г. е преобразуван в Стопанско обединение „Нефтохим“. Към състава на Комбинат „Нефтохим“ се включват допълнително НХК в Плевен, НПЗ „Леон Таджер“ в Русе, Комбинатът за полиестерни влакна в Ямбол, Заводът за технически каучукови изделия в Ямбол.
С решение на МС № 30 от 24.II.1989 г. СО „Нефтохим“ е преобразувано във Фирма „Нефтохим“ със същия състав. Фирмата функционира до 1991 г., когато с ПМС № 176 от 5.IX.1991 г. е закрита и преобразувана в ЕАД „Нефтохим“ със 100% държавно участие.
- ДСО „Изот“
- ДСО „Тежко машиностроене“
- ДСО „Булгарплод“
- ДСО „Рибно стопанство“
- ДСО МОСИ[3] (Машинна обработка на статистическата информация)
- ДСО „Промишлено строителство“, включвало 6 действащи обединения: ДСО „Заводски строежи“; ДСО „Кремиковци“ (строителство); ДСО „Металстрой“; ДСО „Строителни конструкции“; ДСО „Механизация и автотранспорт“; ДСО „Монтажи“.